# Jankowskia naitoi
Jankowskia naitoi là một loài bướm đêm trong họ Geometridae.